# Camponotus orinobates
Camponotus orinobates é uma espécie de inseto do gênero Camponotus, pertencente à família Formicidae.